# Antonio Sannino

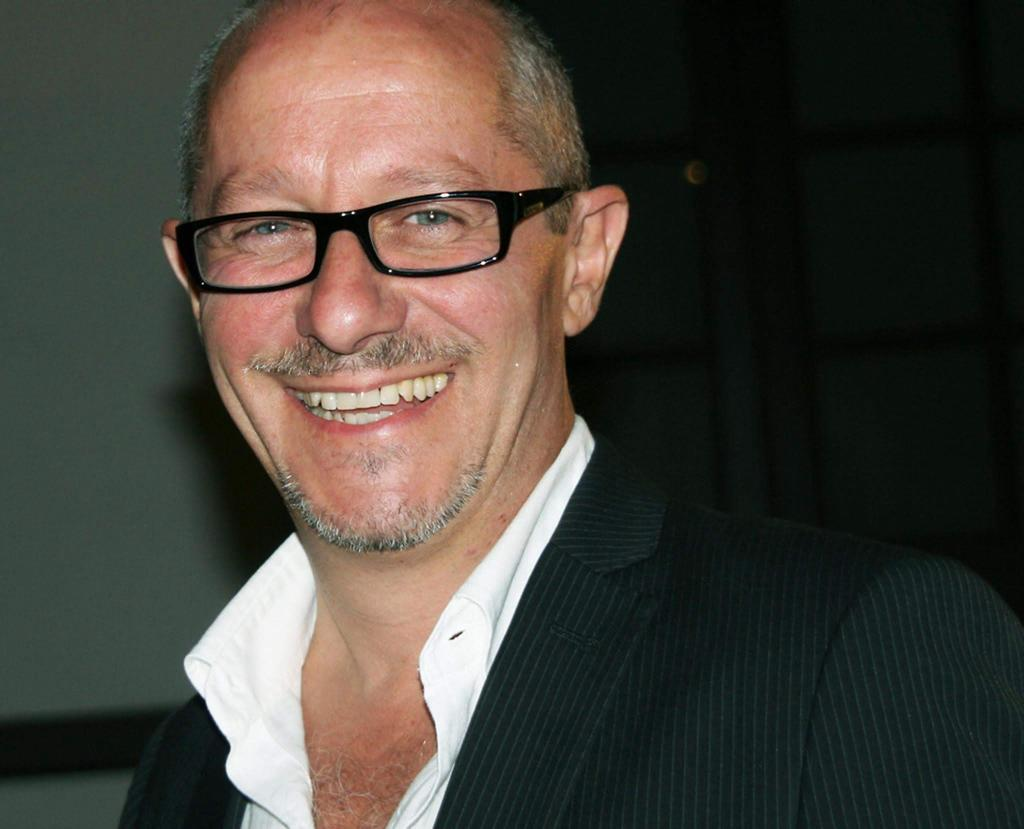
Antonio Sannino

Antonio Sannino (Napoli, 1959) è un pittore italiano.

## Biografia
Ha scelto di dedicarsi alla pittura frequentando fin da giovanissimo il pittore e scultore Ettore Sannino. Ha avuto una formazione essenzialmente da autodidatta. Ha perfezionato la sua tecnica ed il suo stile nel Regno Unito, dove si è trasferito a vivere per dieci anni dopo il diploma. Il confronto con l'ambiente artistico britannico gli ha permesso di internazionalizzare il proprio linguaggio pittorico prevalentemente paesaggistico.
Il tema principale della sua pittura è il paesaggio urbano; il suo stile dimostra una contiguità tra la ricerca informale e quella figurativa.
Nel 2011 è stato selezionato da Vittorio Sgarbi per partecipare alla 54ª Esposizione Internazionale d'Arte della Biennale di Venezia (Padiglione Italia – Ex Tabacchificio Centola - Salerno).
Nel 2016 una sua installazione pittorica di oltre undici metri ha dato avvio alla riappropriazione da parte della Reggia di Caserta delle sale da destinare alle mostre d’arte contemporanea, dopo la riforma dei musei statali italiani operata dal MiBACT nel 2014.

## Principali tipologie di opere
- Serie UNDRESSED, paesaggi urbani realizzati ad olio su carta intelaiata, dal 2011.
- Serie WET, porzioni di paesaggi marini realizzati ad olio su carta intelaiata, dal 2014.
- Serie SHINING, paesaggi realizzati ad olio su alluminio trattato dall'artista, rivestito di resina epossidica, dal 2015.

## Esposizioni in musei pubblici
- I Paesaggi dell’Anima, Museo Civico di Castel Nuovo, Napoli, 15 Aprile - 25 Maggio 2006.
- Metaphorein, Museo Civico di Castel Nuovo, Napoli, 5 Aprile - 10 Maggio 2008.(Prorogata fino al 10 Giugno 2008)
- Naturae Res, Museo Civico di Castel Nuovo, Napoli, 4 Maggio - 10 Giugno 2010.
- 54ª Biennale di Venezia, Padiglione Italia, Ex Tabacchificio Centola, Salerno, 29 Settembre 2011 - 10 Gennaio 2012.
- UNDRESSED, Sala Giubileo, Complesso del Vittoriano, Roma, 16 Novembre - 9 Dicembre 2012.
- YI Gallery e Consolato Generale D’Italia, Shanghai, Cina, 2 – 7 Novembre 2013.
- Alimento dell’Anima, 65ª edizione Premio Michetti, Fondazione Michetti - Museo di Piazza San Domenico, Francavilla al Mare (CH), 26 Luglio – 31 Agosto 2014.
- INNER OUTSIDE, Reggia di Caserta, Sala Romanelli, 15 Aprile - 26 Maggio 2016.
- ‘’ONLY LOVE’’, Fondazione Stelline, Milano, 24 Ottobre 2018 - 18 Novembre 2018.

## Esposizioni personali
- Clarendon Gallery London May Fair - opening 17 marzo 2022.
- Clarendon Gallery London Kingstone-Marylebon - opening 18 marzo 2023.
- Clarendon Gallery London Chelsea – Stow-On-The-World - opening 23 febbraio 2024.

## Opere in collezioni pubbliche
- REINASSANCE, olio su alluminio e resina, cm 150 x 150, Reggia di Caserta, opera in permanenza per la Collezione Artisti Contemporanei.
- Octagon Project - Inner Outside, olio su tela (polittico di 8 tele), cm 11200 x 200, Collins Square Collection, Melbourne, Australia[8].
- Undressed 43, olio su tela, cm 150 x 150, Fondazione Francesco Paolo Michetti, opera in collezione permanente[9].